# ShifCustom
ShifCustom, ранее известная как Yuri Shif Motorcycles (YSM) и Yuri Shif Custom (YSC) — кастом-мастерская. Основное направление деятельности — создание мотоциклов по индивидуальным заказам. Мастерская была основана в 2002 году Юрием Шифом.
Первая мастерская из Восточной Европы, которая в США на чемпионате мира по кастомайзингу AMD World Championship of Custom Bike Building в 2010 году заняла 3-место в общем зачёте и 1-е место среди мотоциклов с неамериканскими двигателями.
Юрий Шиф родился 28 мая 1962 года. В юности занимался картингом. Окончил минскую школу № 41, пробовал поступить на физический факультет БГУ, но в итоге специального образования не имеет. Три года жил в Израиле. С 1993 года занимался продажей автомобилей, периодически работал у своих немецких бизнес-партнёров, в том числе помогал на соревнованиях их гоночной команде. Потом руководил белорусской командой ДОСААФ по картингу, с которой победил на чемпионатах Беларуси и России в 2000 году. В то же время занимался мотоциклами. Некоторое время перенимал опыт на мотавыставках, в кастом-мастерских и мотоклубах в Германии. В 2002 году Юрий Шиф основал собственную мастерскую ShifCustom.

## Награды в чемпионатах
| Год  | Чемпионат                                     | Класс                                                   | Награда  | Проект              |
| ---- | --------------------------------------------- | ------------------------------------------------------- | -------- | ------------------- |
| 2016 | World Championship of Custom Bike Building    | Freestyle Class Results                                 | 10 место | Ducky               |
| 2016 | World Championship of Custom Bike Building    | Modified Harley-Davidson Class Results                  | 4 место  | Yuri Gagarin        |
| 2016 | Italian Championship                          | Best radical special                                    | 1 место  | Ducky               |
| 2016 | Motor Bike Expo                               | Championship                                            | 1 место  | Ducky               |
| 2015 | BIKER BUILD OFF                               | Общий зачёт                                             | 1 место  | Ducky               |
| 2014 | World Championship of Custom Bike Building    | Freestyle Class Results                                 | 13 место | Terminator          |
| 2014 | Germany’s Custombike                          | Best Radical                                            | 1 место  | Terminator          |
| 2013 | Custom&Tuning Show                            | Best of Show                                            | 1 место  | Ducati GT Shifter   |
| 2013 | Custom&Tuning Show                            | Лучший метрический проект                               | 1 место  | Ducati GT Shifter   |
| 2013 | Custom&Tuning Show                            | Лучший модBest Cafe Racer ифицированный Harley-Davidson | 1 место  | Little Queene       |
| 2013 | World Championship of Custom Bike Building    | Street Performance Class Results                        | 2 место  | Shifter             |
| 2012 | Germany’s Custombike                          | Best Cafe Racer                                         | 1 место  | Ducati Shifter      |
| 2012 | Intermot Custombike Championship              | Cafe Racer                                              | 1 место  | Ducati Shifter      |
| 2012 | RuRiders Custom&Tuning Show                   | Рождённый в СССР                                        | 1 место  | Самый быстрый M1NSK |
| 2012 | RuRiders Custom&Tuning Show                   | Метрический мотоцикл                                    | 1 место  | Самый быстрый M1NSK |
| 2011 | Super Rally                                   | Best Softail                                            | 1 место  | Abordage            |
| 2011 | Super Rally                                   | Best of Show                                            | 1 место  | Abordage            |
| 2010 | Germany’s Custombike                          | Best of Show                                            | 1 место  | The Machine         |
| 2010 | Germany’s Custombike                          | Best Engineering                                        | 1 место  | The Machine         |
| 2010 | Moto Bike Expo                                | Best of Show                                            | 1 место  | DUster              |
| 2010 | RuRiders Custom&Tuning Show                   | Лучший метрический проект                               | 1 место  | DUster              |
| 2010 | AMD World Championship of Custombike Building | Metric World Championship                               | 1 место  | The Machine         |
| 2010 | AMD World Championship of Custombike Building | Общий зачёт Freestyle Class                             | 3 место  | The Machine         |
| 2010 | European Championship of Custom Bike Building | Freestyle Class Results                                 | 17 место | DUster              |
| 2010 | European Championship of Custom Bike Building | Freestyle Class Results                                 | 22 место | Gustav Skippone     |
| 2009 | Germany’s Custombike                          | Best Streetfighter                                      | 1 место  | DUster              |
| 2008 | RuRiders Custom&Tuning Show                   | Специальный приз «За вклад в российский кастомайзинг»   | -        | -                   |
| 2007 | European Championship of Custom Bike Building | Freestyle Class Results                                 | 21 место | Time Machine        |
| 2007 | Mirax Custom Show                             | Инновационный проект                                    | 1 место  | Time Machine        |
| 2007 | Mirax Custom Show                             | V-Twin                                                  | 1 место  | Holey Boy           |
| 2007 | RuRiders Custom&Tuning Show                   | Лучший кастом                                           | 1 место  | Time Machine        |
| 2007 | Germany’s Custombike                          | Best Craziest Bike                                      | 1 место  | Time Machine        |
| 2006 | RuRiders Custom&Tuning Show                   | Best in Show                                            | 1 место  | No Jokes            |
| 2006 | European Championship of Custom Bike Building | Freestyle Class Results                                 | 53 место | No Jokes            |

## Проекты

### The Machine
Бронзовый призёр чемпионата мира по кастомайзингу в США AMD World Championship of Custom Bike Building 2010 и многих других международных конкурсов. В основе кастома — советский двигатель К-750 объёмом 1500 куб.см., для увеличения мощности оснащённый винтовым компрессором.
По словам Юрия Шифа, идея появилась в мае 2009 года, как «дань уважения энтузиастам и романтикам скорости всех поколений». Создан в 2010 году, реализация заняла всего 2 месяца. Уникальность «The Machine» в том, что точно такой же мотоцикл мог быть создан и 70 лет назад. Инженерные, технические и конструкторские решения в нём использованы именно те, которые использовались 70 лет назад.

### Silver Stork
Silver Stork («Серебряный аист») — первый крупный проект «ShifCustom», созданный по заказу Владимира Сивакова. Донором стал Harley Davidson. Все детали мотоцикла, кроме колес и двигателя — уникальные, изготовленные на заказ в единственном экземпляре. В основе силовой установки — мотор RevTech с 6-скоростной коробкой передач и сцеплением Belt Drivers. На создание мотоцикла ушло 9 месяцев. Мотоцикл назвали «супер-сенсацией из Минска», и именно его создание принесло мастерской «ShifCustom» известность.
«Silver Stork» может без проблем эксплуатироваться для езды по обычным дорогам.

### Terminator
Кастом посвящён фильму Джеймса Кэмерона «Терминатор». Собран за 2,5 года из нержавеющей стали и алюминия, в основе — силовая установка Harley-Davidson. В мастерской «ShifCustom» специально были изготовлены маятник, вилка, рама и подрамик. Стилистика мотоцикла вдохновлена роботом Terminator T 700. Кузов не окрашен. Впервые был представлен публике на европейском чемпионате по кастомайзингу World Championship Of Bike Building в Кёльне.
Технические характеристики
- объём двигателя — 1,6 л
- вес — 350 кг
- длина — 2,78 м

### М1NSK М4 200
М1NSK М4 200 впервые был представлен в международном мотосалоне Eicma 2011. Это мотоцикл завода М1NSK, в создании которого приняла участие «ShifCustom». Мощность — 13,5 л. с. при 8500 об/мин, расход топлива — 3 литра на 100 км. Кастом построен в стиле 50 годов, но при этом оснащён современной тормозной системой.

### Ducati GT1000 Shifter
Стиль кастома отсылает к гоночным мотоциклам 70-х годов. Впервые проект был представлен на выставке в Кельне в 2012 году, где победил в номинации «Best Cafe Racer».
Донором послужил итальянский мотоцикл Ducati GT1000. Специально для этого проекта были изготовлены руль, крепление аккумулятора, обтекатель, крылья и топливный бак, усовершенствована выхлопная система. Оригинальный двигатель Ducati в кастоме сохранён, передняя и задняя подвеска выдержаны в решетчатом дизайне Ducati.
Одновременно с Ducati GT1000 Shifter создавался кастом Ducati Monster MS4 R, аналогичный по стилю. Оба проекта были реализованы за 12 месяцев.

### Юрий Гагарин
Tribute bike (байк-посвящение), по словам Юрия Шифа, посвящён не личности Гагарина, и не космонавтике, а эпохе в целом. Создатель считает его одним из лучших своих мотоциклов.
Несмотря на посвящение эпохе 1960-х годов, мотоцикл технологически современен. В основе — рама Harley-Davidson Softail и двигатель Harley-Davidson Twin Cam с шестиступенчатой коробкой передач. Вся механика находится внутри корпуса, детали которого, включая бак, крылья, диски и вилку, изготовлены на заказ.
Корпус выполнен из неокрашенного алюминия, покрыт дизайнерской росписью Владимира Цеслера. Шрифт, которым написано название кастома, вдохновлён оформлением советских плакатов. На заднем щитке размещена цитата из записки Юрия Гагарина, написанной после первого полёта в космос.
В январе 2018 года кастом «Юрий Гагарин» назван «мотоциклом недели» американским изданием RideApart.

### Ducky
Кастом-победитель европейского Biker Build Off 2015. Мотоцикл был собран за 3 дня прямо в ходе фестиваля. Позже он стал призёром многих европейских и международных конкурсов. Назвал в честь резиновой уточки в мотоциклетном шлеме — талисмана мастерской «ShifCustom».
«Ducky» — гоночный мотоцикл, вдохновлён раритетным флэт-трекером Cyclone Board Track Racer 1915 и французским мотоциклом марки Buchet, созданным в начале прошлого века. Кастом сочетает в себе черты мотоциклов-коферейсеров и борттрекеров. Они были популярны в XX веке и создавались специально для гонок.
Руль кастома, по всем канонам гоночных мотоциклов, опущен низко, а подножки отнесены назад. Чашеобразная фара, узкий топливный бак и одиночное сидение также обусловлены гоночной моделью ретро-мотоцикла. Специально для кастома была изготовлена параллелограммная вилка, какие устанавливаются на борттрекерах.
Двигатель «Ducky» — сильно усовершенствованный мотор Harley Davidson Ironhead 1978, коробка передач Harley-Davidson WLA 1939 года.

## Клиенты
Среди клиентов мастерской «ShifCustom» много известных людей: Тимати, Владимир Кристовский (Uma2rman), Михаил Пореченков.